# Douhaje (rejon soligorski)
Douhaje (biał. Доўгае; ros. Долгое) – osiedle na Białorusi, w obwodzie mińskim, w rejonie soligorskim, w sielsowiecie Akciabr.